# Mnioloma
Mnioloma là một chi rêu trong họ Calypogeiaceae.